# ヒックマン郡 (テネシー州)
ヒックマン郡（英: Hickman County）は、アメリカ合衆国テネシー州の中央部西に位置する郡である。2010年国勢調査での人口は24,690人であり、2000年の22,295人から10.7%増加した。郡庁所在地はセンタービル市（人口3,644人）であり、同郡で人口最大の都市でもある。郡名は初期開拓者かつ探検家であり、1791年にこの地域でインディアンに殺されたエドウィン・ヒックマンに因んで名付けられた。
ヒックマン郡はナッシュビル・デビッドソン・マーフリーズボロ・フランクリン大都市圏に属している。

## 地理
アメリカ合衆国国勢調査局に拠れば、郡域全面積は613平方マイル (1,587.7 km2)であり、このうち陸地613平方マイル (1,586 km2)、水域は0平方マイル (0 km2)で水域率は0.03%である。ダック川、パイニー川など大小多くの河川が郡内を流れている。

### 隣接する郡
- ディクソン郡 - 北
- ウィリアムソン郡 - 東
- モーリー郡 - 南東
- ルイス郡 - 南
- ペリー郡 - 西
- ハンフリーズ郡 - 北西

### 国立保護地域
- ナチェズ・トレイス・パークウェイ（部分）

## 人口動態

人口ピラミッド

以下は2000年の国勢調査による人口統計データである。
| 基礎データ - 人口: 22,295人 - 世帯数: 8,081 世帯 - 家族数: 5,955 家族 - 人口密度: 14人/km2（36人/mi2） - 住居数: 8,904軒 - 住居密度: 6軒/km2（14軒/mi2） 人種別人口構成 - 白人: 93.71% - アフリカン・アメリカン: 4.53% - ネイティブ・アメリカン: 0.48% - アジア人: 0.08% - 太平洋諸島系: 0.01% - その他の人種: 0.29% - 混血: 0.90% - ヒスパニック・ラテン系: 1.00% | 年齢別人口構成 - 18歳未満: 24.7% - 18-24歳: 8.5% - 25-44歳: 31.0% - 45-64歳: 23.8% - 65歳以上: 12.0% - 年齢の中央値: 36歳 - 性比（女性100人あたり男性の人口） - 総人口: 112.5 - 18歳以上: 111.5 世帯と家族（対世帯数） - 18歳未満の子供がいる: 33.9% - 結婚・同居している夫婦: 59.4% - 未婚・離婚・死別女性が世帯主: 9.6% - 非家族世帯: 26.3% - 単身世帯: 22.6% - 65歳以上の老人1人暮らし: 9.9% - 平均構成人数 - 世帯: 2.59人 - 家族: 3.02人 | 収入と家計 - 収入の中央値 - 世帯: 31,013米ドル - 家族: 36,342米ドル - 性別 - 男性: 29,411米ドル - 女性: 21,185米ドル - 人口1人あたり収入: 14,446米ドル - 貧困線以下 - 対人口: 14.3% - 対家族数: 11.6% - 18歳未満: 15.9% - 65歳以上: 18.4% |

## 都市と町

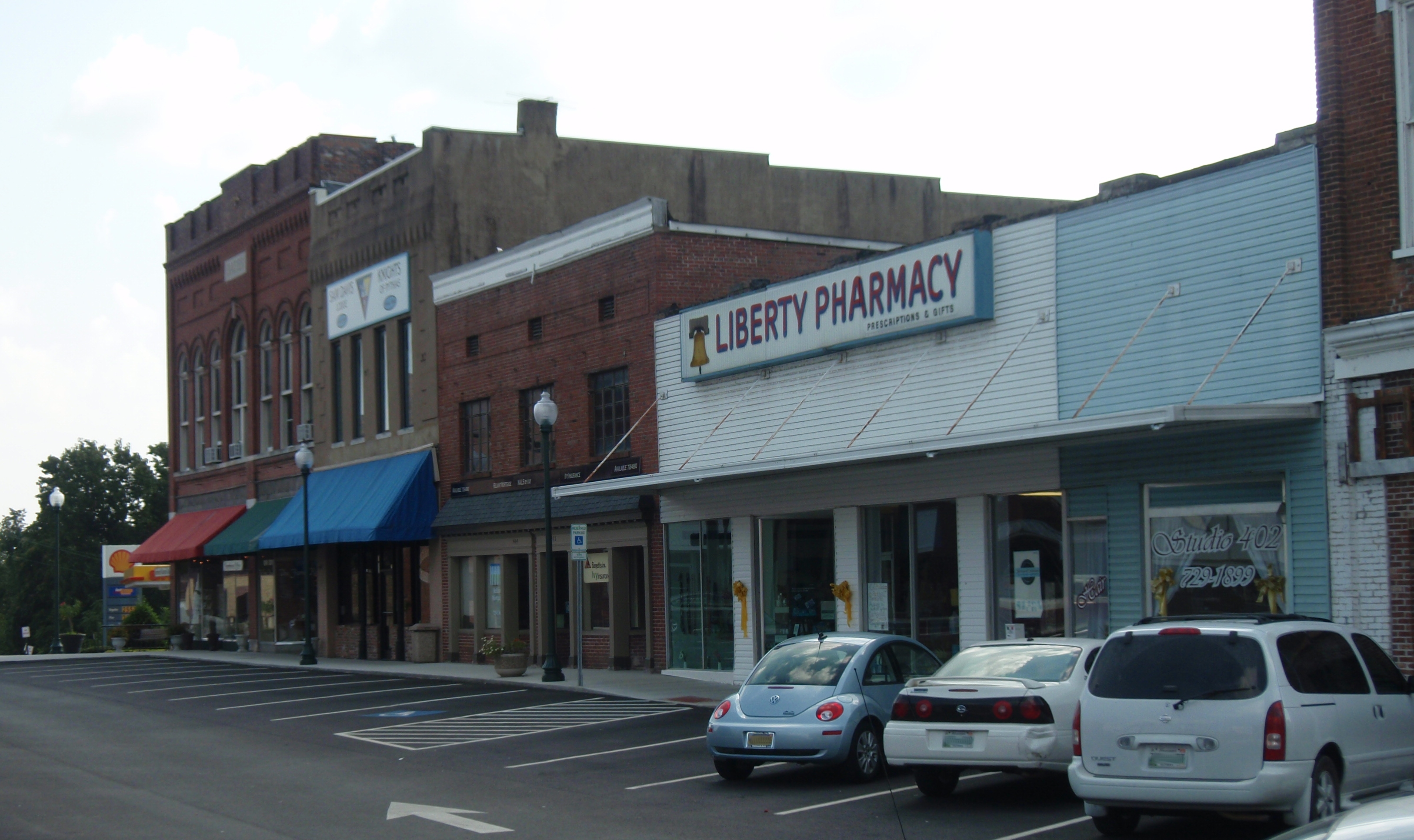
センタービルのタウン広場

- センタービル - 郡庁所在地、郡内唯一の法人化自治体

### 未編入の町
| - イートナ - ボンアクア - バックスノート - バッファロー | - コーブル - グラインダーズスウィッチ - ライルズ - ナンリー | - オンリー - プレザントビル - プリムスプリングス - リトルロット |

## 大衆文化の中で
- ジョニー・キャッシュの歌「Saturday Night in Hickman County」の中でヒックマン郡が歌われている
- チャーリー・ダニエルズ・バンドの歌「The South's Gonna Do It Again 」では「グラインダーズスウィッチ行きの列車が定刻通りに走っている」と歌われている